# За гранью
«За гранью» (англ. Beyond Borders) — фильм режиссёра Мартина Кэмпбелла.

## Сюжет
На благотворительном вечере, в Лондоне, встречаются двое: американка Сара Джордан (Джоли) и врач Ник Калахан (Оуэн), он рассказывает о детях, живущих в странах третьего мира. Сара краснеет от волнения, очарованная страстной речью Ника,  она решает помочь детям в Африке, но из-за семейных обязательств она не может быть с Ником, поэтому она уезжает из Африки и расстается с Ником на 4 года.
Четыре года спустя, брак Сары с мужем начинает трещать по швам. Она работает в ООН, и это занимает все её мысли. Однажды у Сары появляется шанс на поездку в раздираемую войной Камбоджу — и на воссоединение с Ником, который там находится, она не раздумывая ухватывается за него. Они встречаются там, но его приверженность работе вновь разводит их в разные стороны. Прошло ещё пять лет, Сара узнаёт, что Ник попал в плен, в Чечне, и она понимает, что у неё есть ещё один шанс спасти Ника и возродить их любовь.

## В ролях
| Актёр                | Роль             |
| -------------------- | ---------------- |
| Анджелина Джоли      | Сара Джордан     |
| Клайв Оуэн           | Ник Калахен      |
| Тери Поло            | Шарлотта Джордан |
| Лайнус Роуч          | Генри Бауфорд    |
| Ноа Эммерих          | Эллиотт Хаузер   |
| Йорик ван Вагенинген | Стейджер         |
| Тимоти Уэст          | Лоуренс Бауфорд  |
| Кейт Троттер         | миссис Бауфорд   |
| Джонатан Хиггинс     | Филипп           |

## Награды и номинации
- Political Film Society, 2004 год

### Номинации
- Золотая малина, 2004 год — худшая женская роль (Анджелина Джоли)